# Нуиксут
Нуиксут (англ. Nuiqsut) — город, расположенный в боро Норт-Слоп (штат Аляска, США) с населением 402 человека по статистическим данным переписи 2010 года.

## География
По данным Бюро переписи населения США город Нуиксут имеет общую площадь в 23,83 квадратных километров, водных ресурсов в черте населённого пункта не имеется.
Город Нуиксут расположен на высоте 9 метров над уровнем моря.

## Демография
По данным переписи населения 2000 года в Нуиксуте проживало 433 человека, 90 семей, насчитывалось 110 домашних хозяйств и 126 жилых домов. Средняя плотность населения составляла 18,2 человека на один квадратный километр. Расовый состав Нуиксута по данным переписи распределился следующим образом: 10,16 % белых, 0,23 % — чёрных или афроамериканцев, — коренных американцев, 88,22 % — азиатов, 0,92 % — представителей смешанных рас.
Испаноговорящие составили 0,23 % от всех жителей города.
Из 110 домашних хозяйств в 54,5 % — воспитывали детей в возрасте до 18 лет, 42,7 % представляли собой совместно проживающие супружеские пары, в 22,7 % семей женщины проживали без мужей, 17,3 % не имели семей. 15,5 % от общего числа семей на момент переписи жили самостоятельно, при этом 0,9 % составили одинокие пожилые люди в возрасте 65 лет и старше. Средний размер домашнего хозяйства составил 3,93 человек, а средний размер семьи — 4,24 человек.
Население города по возрастному диапазону по данным переписи 2000 года распределилось следующим образом: 42,0 % — жители младше 18 лет, 9,5 % — между 18 и 24 годами, 30,5 % — от 25 до 44 лет, 13,6 % — от 45 до 64 лет и 4,4 % — в возрасте 65 лет и старше. Средний возраст жителей составил 24 года. На каждые 100 женщин в Нуиксуте приходилось 147,4 мужчин, при этом на каждые сто женщин 18 лет и старше приходилось 130,3 мужчин также старше 18 лет.
Средний доход на одно домашнее хозяйство в городе составил 48 036 долларов США, а средний доход на одну семью — 46 875 долларов. При этом мужчины имели средний доход в 31 667 долларов США в год против 25 625 долларов среднегодового дохода у женщин. Доход на душу населения в городе составил 14 876 долларов в год. 3,2 % от всего числа семей в Нуиксуте и 2,4 % от всей численности населения находилось на момент переписи населения за чертой бедности, при этом 1,1 % из них были моложе 18 лет.